# Lac des Trois Cantons
Le lac des Trois Cantons est un lac situé sur l'île principale des îles Kerguelen, dans les Terres australes et antarctiques françaises (TAAF). Par sa superficie, il est le plus grand lac de la péninsule Loranchet et le cinquième de l'archipel des Kerguelen.

## Toponymie
Le lac doit son nom au lac suisse des Quatre Cantons et à sa forme presque trilobée. Comme son homologue suisse il est surplombé par un mont Rhigi.

## Géographie
Le lac est situé au centre-est de la péninsule Loranchet à 25 mètres d'altitude. Il occupe la confluence de deux vallées sur la moitié aval de leur parcours. Il possède deux bassins distincts, l'un nord et l'autre sud de longueurs inégales, respectivement : 5 km et 3 km. Ils sont reliés par un chenal d'environ 200 m de large. La jonction se fait au centre de la rive sud du bassin nord. Les deux bassins sont globalement orientés ouest-est. L'alimentation du bassin nord se fait par une rivière qui prend sa source au pied du mont du Théodolite. Celle qui alimente le bassin sud, parallèle à la première, à sa source au pied du mont Doumer. Un cours déversoir de 500 m draine les eaux du lac vers la baie du Centre, un bras de la baie Blanche ouvrant sur le golfe Choiseul. Le massif montagneux des Rois Mages domine le lac au sud et à l'ouest.

## Géologie
Géologiquement, les deux bassins semblent recouper à l'emporte-pièce le réseau de failles locales. Les deux vallées entaillent des basaltes en plateau tertiaires, formés de couches sub-horizontales, issues d'un volcanisme fissural. Sur la rive nord on trouve un petit massif de trachyte, une roche volcanique différenciée. Au pied du Righi, se trouve un petit massif de roche plutonique microgrenue. Ces deux massifs ont une couleur très claire qui tranche avec le noir des basaltes environnants. Enfin on rencontre des dépôts quaternaires associés aux deux deltas des rivières alimentant le lac.